# Улица Григория Гуляницкого (Киев)
Улица Григория Гуляницкого (укр. Вулиця Григорія Гуляницького) — улица в Соломенском и Голосеевском районах города Киева, исторически сложившаяся местность Жуляны. Пролегает от улицы Сергея Колоса до улицы Степана Рудницкого (Академика Вильямса).
Примыкает переулок Павла Ли (Московский), безымянные проезды, переулок Степана Эрастова, Луговая улица.

## История
Улица возникла в начале 20 века в селе Жуляны (куток Грековщина). В 1940-е годы Московская улица была продлена до современных размеров. По названию улицы был назван переулок.
Кроме того, в Киеве была ещё одна Московская улица (1944-2022) в Печерском районе и Московский проспект (2003-2016) в Оболонском районе.
4 ноября 2021 года улица получила современное название — в честь нежинского полковника Григория Гуляницкого, согласно Решению Киевского городского Совета № 3131/3172 «Про переименование улицы в Соломенском и Голосеевском районах города Киева» («Про перейменування вулиці в Солом'янському та Голосіївському районах міста Києва»).

## Застройка
Улица пролегает в юго-западном направлении. Парная и непарная стороны улицы заняты усадебной застройкой.
Учреждения: нет